# Baszta Koci Ogon w Toruniu
Baszta Koci Ogon – baszta, która znajdowała się w ciągu murów miejskich w Toruniu, w północnej części Starego Miasta. Rozebrana w 1887 roku.

## Historia
W 2. połowie XIII wieku powstała większość obronnych obiektów staromiejskich. W tym czasie wybudowano również w północno-zachodniej części murów Starego Miasta narożną basztę, która pierwotnie wykonana była, w przeciwieństwie do pozostałych, z kamienia na planie okręgu. Wraz z rozwojem broni palnej postanowiono przebudować basztę Koci Ogon, oraz znajdujący się na drugim końcu północnego fragmentu murów basztę Koci Łeb. Około 1500 roku obie skrajne baszty przebudowano na okrągłe basteje, wypełniono ziemią i przystosowano do obrony z użyciem broni artyleryjskiej.
W 1703 roku szwedzkie oblężenie przyniosło Toruniowi olbrzymie straty. Zniszczeniu uległa między innymi narożna baszta Koci Ogon. Budynek został odbudowany dopiero około 1825 roku. Na dolnej kondygnacji mieściło się wówczas stanowisko dla dział, górna natomiast przeznaczona była dla żołnierzy z bronią ręczną.
Pod koniec lat 80. XIX wieku władze niemieckie podjęły decyzję o częściowej rozbiórce murów miejskich i budowy w ich miejscu gmachów użyteczności publicznej. Koci Ogon został rozebrany w 1887 roku. Pozostały jedynie fundamenty, które znajdują się w podziemiach budynku administracyjnego pobliskiego oddziału zakładu karnego.

## Nazwa
Nazwa baszty pochodziła od bohatera legendy opowiadającej o kocie, który pomógł obrońcom miasta podczas oblężenia szwedzkiego w 1629 roku. Na cześć bohaterskiego zwierzęcia nazwano również inne baszty: Koci Łeb, Kocie Łapy, a także Barbakan Chełmiński zwany Kocim Brzuchem.

## Galeria

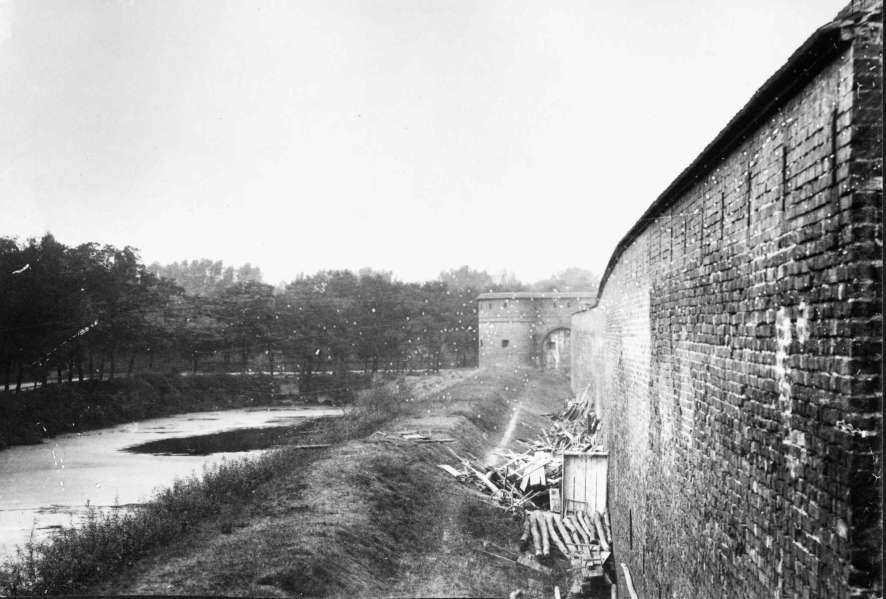
Odcinek murów zakończony basztą Koci Ogon widziany z szyi Bramy Starotoruńskiej
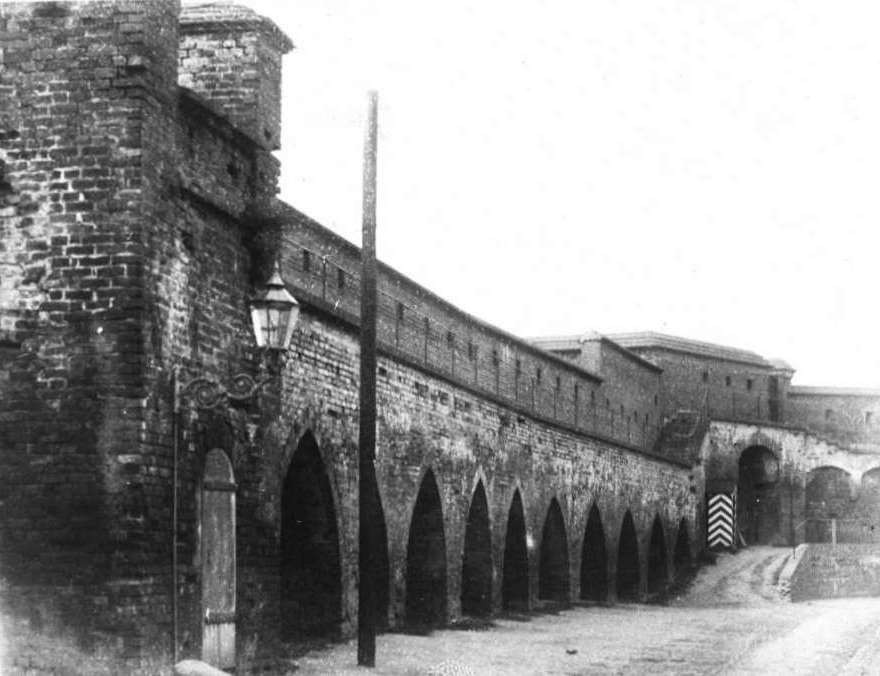
Odcinek murów zakończony basztą Koci Ogon widziany od wewnętrznej strony murów.
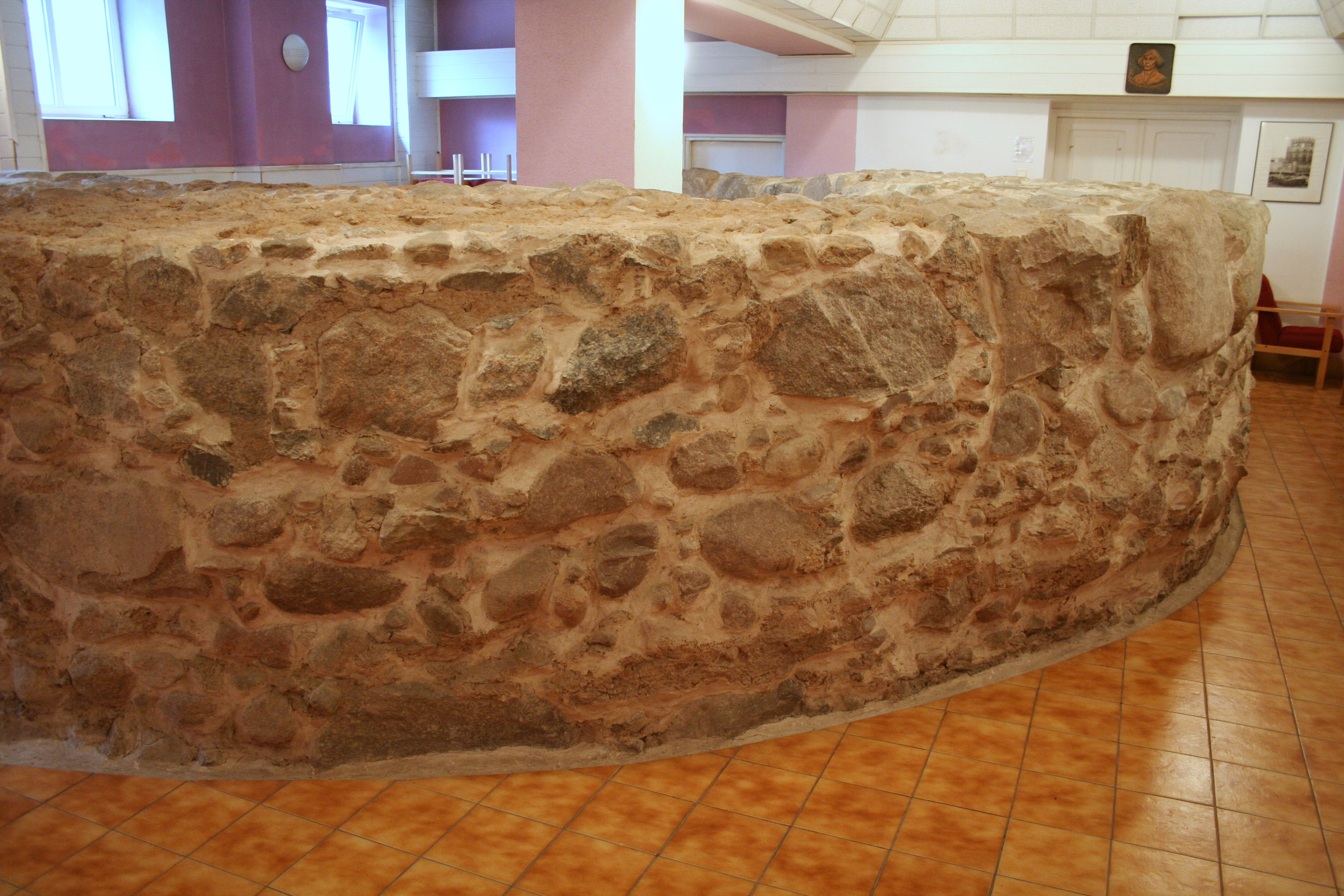
Fundamenty baszty w podziemiach budynku administracyjnego zakładu karnego w Toruniu